# الكريفين (بني سعد)

تعديل مصدري - تعديل

الكريفين هي إحدى قرى عزلة بني مقدم بمديرية بني سعد التابعة لمحافظة المحويت، بلغ تعداد سكانها 203 نسمة حسب تعداد اليمن لعام 2004.